# Britannicus
Tiberius Claudius Caesar Britannicus, původním jménem Tiberius Claudius Germanicus (11. nebo 12. února 41 – před 11. únorem 55), byl synem císaře Claudia a jeho třetí manželky Valerie Messaliny. Narodil se ani ne dvacet dní po smrti císaře Caliguly (24. ledna 41) a Claudiově nástupu na trůn. Byl ještě chlapec, když jeho matka musela spáchat sebevraždu, a Claudius si vzal za ženu svou neteř, Agrippinu mladší. Jeho nevlastní bratr, císař Nero, ho dal zavraždit několik měsíců po otcově smrti, těsně před jeho 14. narozeninami.

## Dětství
Britannicus byl druhým dítětem Claudia a Messaliny a zároveň jediným synem vzešlým z tohoto manželství. Jeho sestra Octavia přišla na svět zhruba v letech 39/40, přesné datum není známo. Claudius měl z druhého manželství dceru Antonii, provdanou za Gnaea Pompeia Magna, a z prvního manželství dceru Claudii, kterou ovšem nepřijal za právoplatného potomka. Syn z prvního manželství Claudius Drusus, narozený roku 19/20, zemřel v dětském věku.

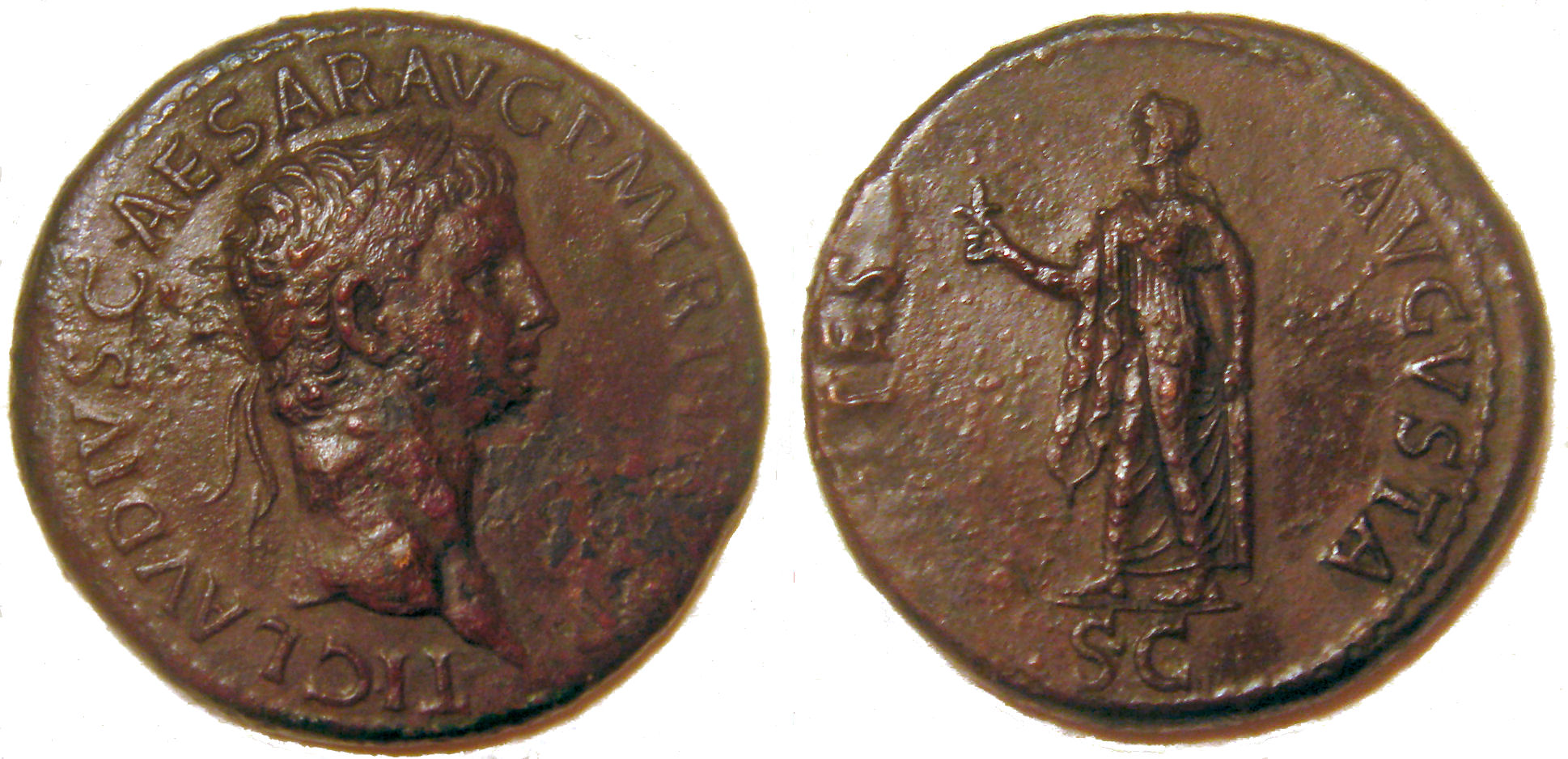
Claudiův sestercius s legendou Spes Augusta

Při příležitosti Britannikova narození byly raženy sestercie s nápisem Spes Augusta (naděje císařské rodiny), s Claudiovým portrétem na averzu. V roce 43 propůjčil senát dvouletému chlapci, dosud v rodině nazývaného Germanikem, agnomen Britannicus – římské legie právě dobyly jih Británie a Claudius odmítl přijmout toto příjmení sám. Návrh, aby syn získal i jméno Augustus, Claudius zamítl.
Roku 48 byl Britannicus zatažen do událostí, které stály jeho matku život. Messalina se s Claudiem jednostranně rozešla a uzavřela bigamický sňatek s designovaným konzulem Gaiem Siliem. Plánovali, že Claudia zbaví moci, sedmiletého Britannika prohlásí císařem a budou vládnout jeho jménem. Spiknutí bylo odhaleno a Messalina byla donucena k sebevraždě.
Po Messalinině smrti se stal za Britannika odpovědný Claudius. Nepřítomnost dospělého dědice mohla ale pro vládnoucí dynastii znamenat riziko. A tak se císař snažil najít dospělého dědice a pokusil se upevnit jednotu uvnitř rodiny sňatkem s Agrippinou mladší, pravnučkou císaře Augusta. Krátce po svatbě adoptoval jejího syna z předchozího manželství, Domitia Ahenobarba. Ten si pod přijatým jménem Nero vzal za ženu Claudiovu dceru Octavii a získal stejná práva jako Britannicus.

## Na prahu zletilosti
Na podzim roku 54 zbývalo jen několik měsíců do Britannikovy dospělosti (podle římského práva). Suetonius tvrdí, že Claudius začal hovořit o rozvodu s Agrippinou a chtěl se zřeknout Nerona. Znepokojená Agrippina proto podala Claudiovi otrávené hřiby a císař zemřel. Tacitus uvádí, že Britannicus a jeho sestry Octavia a Antonia byli zavřeni v pokojích, aby nemohli zabránit Neronovu nástupu na trůn.
Britannicus přežil několik měsíců Neronovy vlády, většinou ignorován, ale skutky jeho nevlastní matky vedly k jeho smrti. Kvůli neshodám s Neronem začala poukazovat na blížící se Britannikovu plnoletost. Nero to nebral na lehkou váhu. Podle Tacita požádal o pomoc proslulou travičku Locustu, která zahubila i jeho adoptivního otce. Britannika otrávili na večeři za přítomnosti jeho sestry Octavie, Agrippiny a několika dalších hodnostářů. Jed byl dán do vody, Britannicus se napil, protože mu bylo horko, padl na zem a objevila se mu pěna u úst. Zemřel krátce před svými 14. narozeninami, čtyři měsíce po smrti svého otce, aniž už stihl obléknout mužskou tógu. Na veřejnosti se tvrdilo, že trpěl epilepsií, a nenásledovalo proto damnatio memoriae. Pohřben byl na Martově poli.
Podle Suetonia se s Britannikem přátelil pozdější císař Titus, který se prý napil ze stejného poháru jako on a trpěl silnými příznaky otravy. Jisté je, že Titus Britannikovi prokázal řadu posmrtných poct.

## Recepce
R. 1669 zpracoval téma jako tragédii největší dramatik francouzského klasicismu, Jean Racine; postavu Britannika přitom pojal jako dospělejší a změnil i základní motivaci postav. Britannicus se jako postava objevil v románu Roberta Gravese, Claudius Bůh a jeho žena Messalina. V seriálu BBC z roku 1976, Já, Claudius, jej ztvárnil herec Graham Seed.